# Донбас (журнал)
«Донба́с» — один з найстаріших письменницьких журналів України. 2 жовтня 1923 року газета «Всероссийская кочегарка», яка виходила в Артемівську — адміністративному центрі Донецької губернії (Донецька, Луганська, частково Ростовська області), повідомила про те, що передплатники разом з черговим номером одержать і журнал «Забой», заснований як літературний додаток до газети.

## Історія
Біля джерел журналу стояли письменники з Петрограда — Михайло Слонімський і Євген Шварц. Саме тому перший час у ньому друкувались переважно іногородні знаменитості: Михайло Зощенко, Ісаак Бабель, Микола Чуковський, Лев Гумілевський, Олександр Невєров, Костянтин Федін, Артем Веселий тощо. Але журнал ставив своїм завданням — плекання місцевих письменницьких кадрів, і згодом на його сторінках заблищали імена Володимира Сосюри, Бориса Горбатова, Григорія Баглюка, Василя Гайворонського, Юрія Жукова, Павла Безпощадного, Павла Байдебури, Петра Чебаліна, Михайла Фролова, Юрія Чорного-Діденка та багатьох інших.
У «Забої» друкувались твори Володимира Короленка, на його сторінках виступали Максим Горький, Анатолій Луначарський, Володимир Винниченко, Іван Микитенко, Олександр Копиленко, Павло Тичина, Тодось Осьмачка, Лев Скрипник.
Практично всі члени Донецької і Луганської письменницької організації якщо не дебютували в «Донбасі», то виступали його авторами: Тарас Рибас, Григорій Володін, Микита Чернявський, Володимир Труханов, Григорій Кривда, Леонід Талалай, Олександр Чепіжний, Геннадій Довнар, Ніна Крахмальова тощо.
«Донбас» ніколи не обмежувався рамками регіону і надавав читачам можливість знайомитись з творчістю Олеся Гончара, Юрія Бондарєва, Павла Загребельного, Віктора Астаф'єва, Миколи Жулинського, Вадима Кожинова, Євгена Гуцала, Петра Перебийноса, Віктора Лихоносова, Володимира Войновича.
Спеціальним випуском вийшов роман Богдана Сушинського, «Степові рицарі кардинала», відзначений за журнальною публікацією міжнародної премії імені Олександра Дюма, твори Ірини Одоєвцової «Залиш надію назавжди», Павла Загребельного «Тисячолітній Миколай», повість Григорія Володіна «Помилка генштабу».

### 1930-і роки
Непростою була історія журналу у 1930-ті роки. Ось як про це згадує Василь Гайворонський (Гайдарівський):
| На кінець 1933 року чи початок 1934 року в нас у Донбасі мав відбутися з'їзд письменників. Але ні мені, ні Баглюкові, ні комусь іншому з українських письменників бути на ньому не довелось. Кружляли чутки, що Москва проектує формальне приєднання Донбасу до Росії, а тому можна сподіватись репресій проти всього, що українське. І цей сподіваний наступ почався з того, що одного дня ДПУ закрило полотнищами машини, на яких друкувався «Літературний Донбас», присвячений з'їздові, поставило біля машин озброєну охорону, а вже вночі почались арешти. Арештовано лише кілька душ, у тому числі Баглюка і мене. А решту письменників узяли під догляд. Звичайно, хто мав можливість, то повтікали. І в такий спосіб, позбувшися українців, купка росіян-письменників П. Беспощадний, П. Сєвєров, П. Чебалін захопила журнал у свої руки, зрусифікувала його, назвавши вже по-російському «Литературный Донбасс», і видають вони його до цього часу. За чудо можна вважати, що змогли пережити те лихоліття і згодом працювати в літературі Кость Герасименко, М. Упеник, М. Рудь, М. Ткач, а, може, й ще хтось із донбасівців. |
 — Василь Гайворонський, серпень, 1962 р.

### 1990–2000-і роки
Випущений спеціальний номер, присвячений долі і творчості репресованих письменників-земляків, серед яких Василь Стус, Микола Руденко, Іван Дзюба, Василь Захарченко, Василь Голобородько, Іван Світличний, Олекса Тихий тощо. Побачили світ також спецвипуски, присвячені літературному краєзнавству, етнографії краю «Дума і пісня» і «Таємниця духовного скарбу» письменника, кандидата педагогічних наук Вадима Оліфіренка.
Літературно-художній і публіцистичний журнал Спілки письменників України «Донбас» друкує твори як українською, так і російською мовами.
Своїм головним завданням редколегія вважає публікацію найкращих літературних творів вітчизняних і закордонних авторів, пропаганду об'єднуючих начал української, російської та інших слов'янських культур, їхній взаємозв'язок і взаємозбагачення у контексті загальнолюдських і національних цінностей.
З 1989 року журнал «Донбас» очолює В. С. Логачов — член Національної Спілки письменників України, автор багатьох книг прози, в тому числі відомих романів «Излуки», «В полдень, на Белых прудах» та «Праві і винуваті».
Видавництво при редакції журналу є одним з основних Донбасі. На теперішній час журнал, не отримуючи дотацій, виходить в світ не періодично.